# هيرب بوميروي
هيرب بوميروي (بالإنجليزية: Herb Pomeroy)‏ هو معلم موسيقى وعازف جاز وأستاذ جامعي أمريكي، ولد في 15 أبريل 1930 في غلوستر في الولايات المتحدة، وتوفي بنفس المكان في 11 أغسطس 2007 بسبب مرض.

## وصلات خارجية
- هيرب بوميروي على موقع ميوزك برينز (الإنجليزية)
- هيرب بوميروي على موقع أول ميوزيك (الإنجليزية)
- هيرب بوميروي على موقع ديسكوغز (الإنجليزية)